# 25890 Louisburg
25890 Louisburg este un asteroid din centura principală de asteroizi.

## Descriere
25890 Louisburg este un asteroid din centura principală de asteroizi. A fost descoperit pe 3 noiembrie 2000 la Olathe (Kansas) de Larry Robinson (astronom). Asteroidul prezintă o orbită caracterizată de o semiaxă mare de 2,80 ua, o excentricitate de 0,15 și o înclinație de 8,3° în raport cu ecliptica.